# 府学文庙石刻
府学文庙石刻，位于中国广西壮族自治区桂林市桂林中学解西校区，2001年作为“桂林石刻”之一被列为第五批全国重点文物保护单位。
府学文庙石刻的历史年代为元－清。现存石刻14件，计元代2件，明代1件，清代11件，其中最早的是元大德元年（公元1297年）臧梦解《释奠牲币器服图记》。

## 石刻列表

元大德元年（1297年）臧梦解《释奠牲币器服图记》
元至顺二年（1331年）圣旨
明嘉靖三十四年（1555年）重刻画圣吴道子的《宣圣遗像》
清康熙十一年（1672年）毛逵《大中丞马公重建桂林府学记》
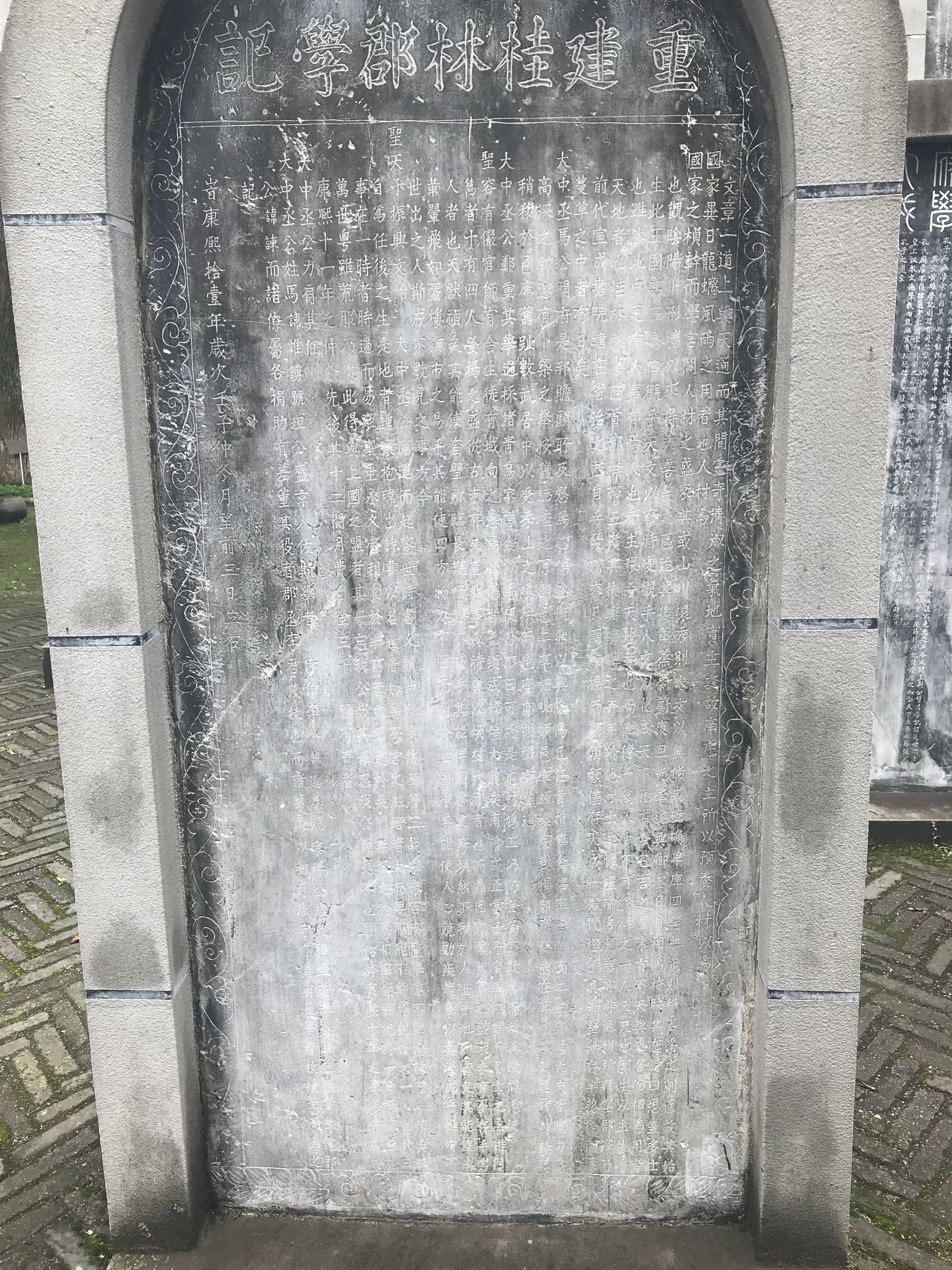
清康熙十一年（1672年）诸葛鼎《重建桂林郡学记》
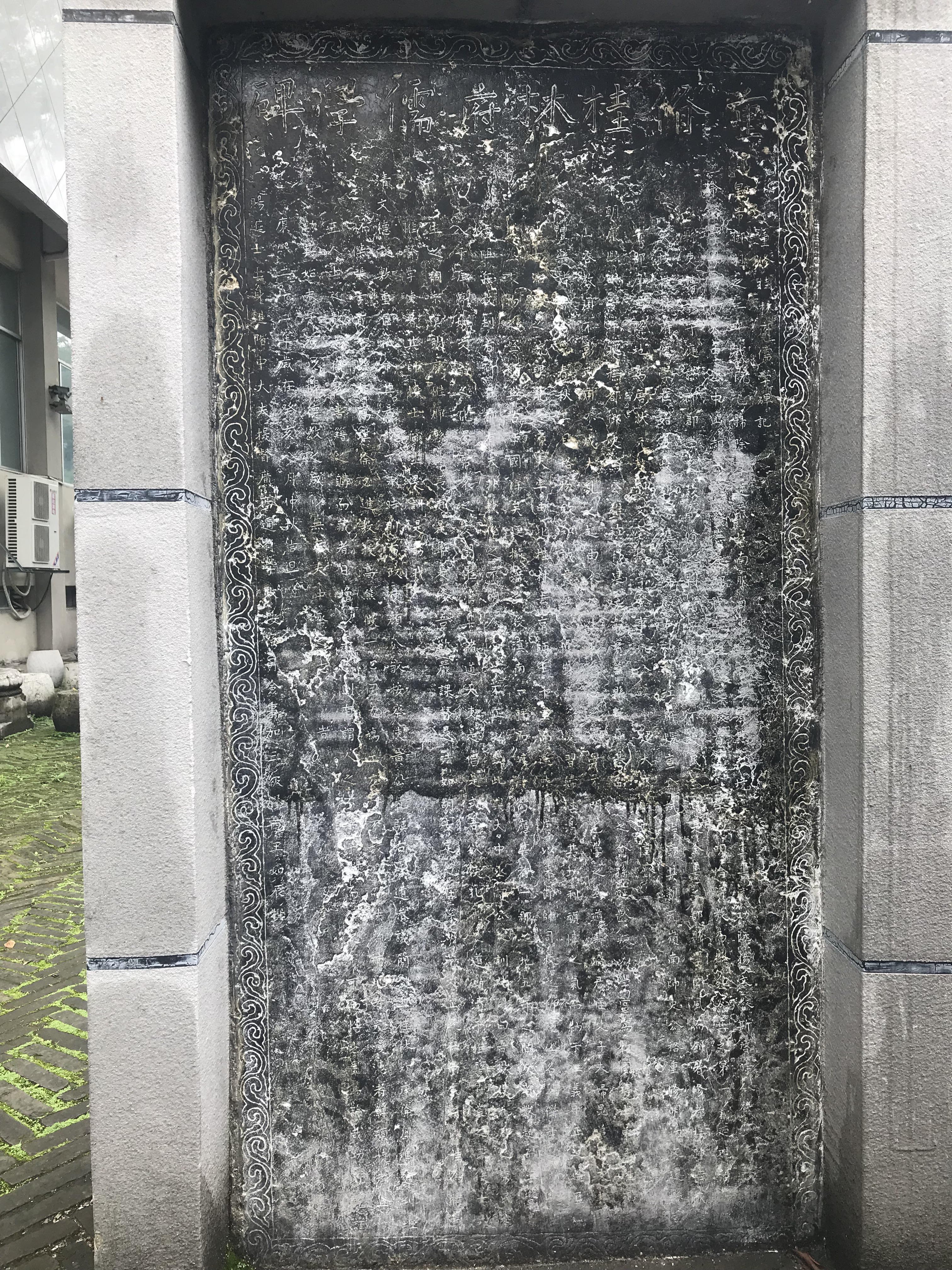
康熙二十二年（1683年）王如辰《重修桂林府儒学碑》
康熙四十三年（1704年）《平定朔漠告成太学碑》
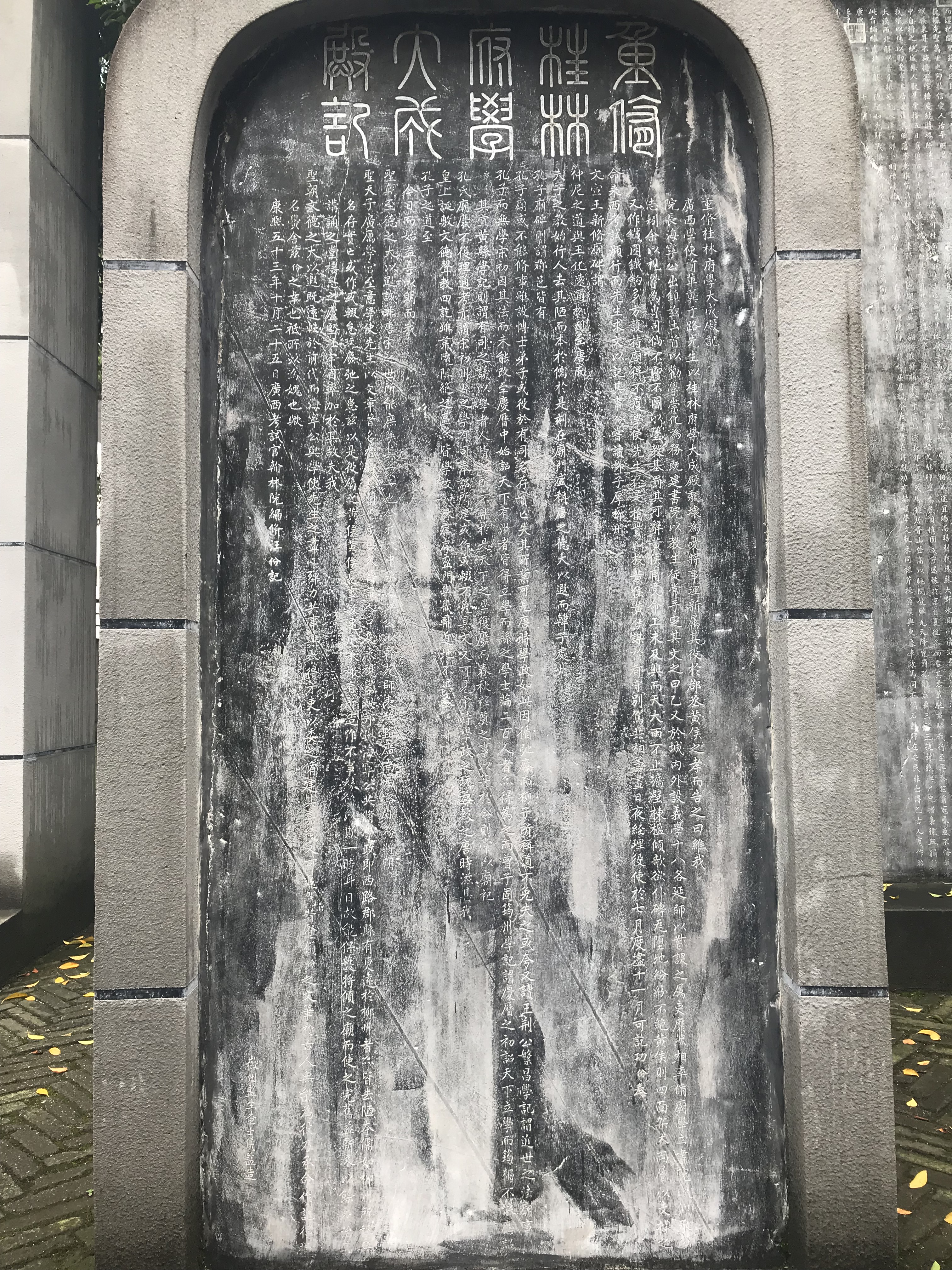
康熙五十三年（1714年）汪份《重修桂林府学大成殿记》
雍正三年（1725年）《御制平定金川告成太学碑记》
乾隆二十年（1755年）《御制平定青海告成太学碑文》
光绪十九年（1893年）任玉森《重修广西省城桂林府学宫记》